# Arbeitszeitkonto
Das Arbeitszeitkonto ist ein Instrument der Zeitbewirtschaftung. Arbeitszeitkonten dienen der Verteilung von Arbeitszeit auf Tage, Wochen oder Jahre. Hierbei wird die geleistete Arbeit (inklusive Urlaub, Krankheit, Überstunden etc.) der Beschäftigten mit der arbeitsvertraglich, tarifvertraglich oder betriebsüblich zu leistenden Arbeit abgeglichen und verrechnet. Aus positiven oder negativen Abweichungen werden Zeitguthaben bzw. Zeitschulden aufgebaut. Für den Abgleich ist eine zuverlässige und individuelle Messung der geleisteten Arbeit jedes Beschäftigten notwendig. Hierfür werden oft elektronische Zeiterfassungssysteme genutzt, eine papierbasierte (manuelle) Erfassung ist ebenfalls möglich.

## Prinzip
Arbeitszeitkonten basieren auf dem Prinzip des Zeitausgleichs. Temporäre Mehrarbeit oder Minderarbeit wird erfasst und in einem definierten Zeitraum ausgeglichen. Der Zeitraum zum Ausgleich hängt von der Art des Kontos sowie von individuellen und betrieblichen Vereinbarungen ab. Über Betriebsvereinbarungen (oder im öffentlichen Dienst über Dienstvereinbarungen) können unter anderem Höchstgrenzen bei den Guthaben oder Zeitschulden festgelegt werden. Der flexible Zeitausgleich ermöglicht eine individuelle Verteilung von Arbeitszeit. Abweichungen von der Normalarbeitszeit werden reguliert und durch flexible Arbeitszeiten normalisiert. Die Dokumentation der geleisteten Arbeitszeit erfolgt beispielsweise durch Abstempeln in einem Zeiterfassungsterminal oder durch eigenständige Erfassung seitens des Beschäftigten.

## Arten von Arbeitszeitkonten
Eine kategorische Unterscheidung von Arbeitszeitkonten erfolgt in Kurzzeit- und Langzeitkonten. In Betrieben finden sich häufig Mischformen und Verknüpfungen von Zeitkontenmodelle wieder, um den Beschäftigten je nach Arbeitsumfeld das passende Konto anbieten zu können.

### Kurzzeitkonten
Bei Kurzzeitkonten stehen die wöchentlichen Arbeitsstunden im Fokus. Entsprechend dem definitorischen Planungshorizont sollen die Stunden innerhalb eines Jahres ausgeglichen werden. Ebenfalls möglich sind Ausgleichszeiträume von sechs oder drei Monaten.
Beispielhafte Kurzzeitkonten sind u. a.:
- Ampelkonto
- Gleitzeitkonto
- Überstundenkonto

### Langzeitkonten
Langzeitkonten (auch Wertguthaben oder Zeitwertkonto) sind im Gegensatz zu Kurzzeitkonten auf die Lebensarbeitszeit ausgerichtet und haben einen Bezugsrahmen von über einem Jahr. Ziel eines Langzeitkontos ist es, zusätzlich geleistete Arbeitszeit zu sammeln, um längere Auszeiten aus dem Beruf (z. B. Sabbatical, Frührente etc.) zu ermöglichen. Das Flexi II-Gesetz sieht vor, dass Langzeitkonten als monetäres Wertguthaben geführt werden.

## Chancen und Risiken von Arbeitszeitkonten
Arbeitszeitkonten bieten sowohl den Beschäftigten als auch dem Unternehmen Chancen und Risiken. Durch Arbeitszeitkonten können Unternehmen die Arbeitszeit an den anfallenden Arbeitsumfang anpassen. Sie ermöglichen es somit, kurzfristige und saisonale Schwankungen der Nachfrage auszugleichen und die Planung des Personaleinsatzes variabel zu gestalten. Zudem können mittels Arbeitszeitkonten und der Anwendung weiterer Arbeitszeitmodelle Betriebs- bzw. Servicezeiten des Unternehmens ausgedehnt werden.
Sogenannte Leerlaufzeiten werden durch die Anordnung von Freizeit vermieden und die Fehlzeiten der Beschäftigten für kurze private Termine reduziert, da sie sich besser in den Arbeitsalltag integrieren lassen. Kostenrechnerisch ergibt sich zudem der Vorteil für die Unternehmen, dass für die mehr geleisteten Stunden keine Überstunden-Zuschläge anfallen, solange diese im Kurzzeitkonto angesammelt werden.
Weiterhin kann die Einführung von Arbeitskonten die Mitarbeitermotivation erhöhen, da Arbeitskonten eine individuelle Zeitverwendung ermöglichen kann. Arbeitnehmer bauen darüber hinaus in der Regel mehr Zeitguthaben als Zeitschulden auf, was einem zinslosen Kredit für den Arbeitgeber entspricht. Die Beschäftigten treten hier also in Vorleistung. Dies birgt aber zeitgleich die Gefahr, dass es zu einer ungesunden Anhäufung von Arbeitszeit kommt, da Überstunden die Regenerationszeiten verkürzen.
Für Arbeitgeber nachteilig ist zudem die Verpflichtung, nachzuhalten, dass die Beschäftigten ihre Arbeitszeiten im Arbeitszeitkonto erfassen. Für die Plus-Stundensalden sind im Sinne einer Insolvenzsicherung Rücklagen zu bilden. Für Arbeitnehmer bieten Kurzzeitkonten je nach Ausgestaltung eine individuelle, flexible, kurzfristige Einteilung von Arbeitszeit. Sie können zur besseren Vereinbarkeit von Familie und Beruf beitragen,  um kurzzeitigen, privaten Verpflichtungen nachzugehen. Die systematische Dokumentation der Arbeitszeit ermöglicht zudem eine Vermeidung von unbezahlter, nicht erfasster Mehrarbeit.
Ob Arbeitnehmer mit dem jeweiligen Arbeitszeitkonto zufrieden sind, hängt häufig davon ab, wer über das Zeitguthaben verfügt. Beschäftigte, die selbst über ihr Guthaben verfügen können, sind zufriedener und schätzen sich selbst gesünder ein, als solche, die nicht über ihr Guthaben entscheiden können.  Durch flexibilisierte Arbeitszeiten verwischt die Grenze zwischen Freizeit und Arbeit, was einen umgekehrten Effekt auf die persönliche autonome Arbeitszeitgestaltung hat.
Für Arbeitnehmer nachteilig ist der Aspekt, dass durch die Führung der Überstunden im Arbeitszeitkonto keine Überstundenzuschläge gezahlt werden, da die Überstunden durch Freizeit ausgeglichen werden. Darüber hinaus muss der Beschäftigte die Anordnung von Mehr- oder Minderarbeit im Rahmen der betrieblich vereinbarten Grenzen akzeptieren. Dies kann gegebenenfalls zu Konflikten zwischen Arbeitgeber und Arbeitnehmer führen. Bei Mehrarbeit geht der Beschäftigte in Vorleistung, ohne eine direkte Gegenleistung zu erhalten. Der Beschäftigte gibt seinem Unternehmen somit einen zinslosen Kredit.

## Arbeitszeitkonten während der Großen Rezession 2008/2009
Während der Finanzkrise der Jahre 2008 und 2009 wurde deutlich, dass Kurzzeitkonten zur Beschäftigungssicherung beitragen können. Hier haben Arbeitszeitkonten einen großen Beitrag zur temporären Arbeitszeitverkürzung geleistet, indem sie in den ersten Wochen und Monaten zur Beschäftigtensicherung beitrugen. Trotz des drastischen Einbruchs des BIPs fiel die Beschäftigung kaum.

## Verbreitung in Deutschland
Laut dem Arbeitszeitreport 2016 verfügen 61 % der Beschäftigten in Deutschland über ein Arbeitszeitkonto, 17 % haben keinen Zugang zu einem Arbeitszeitkonto. Bei 21 % findet keine Zeiterfassung statt (Stand 2015). 2011 hatten 54 % der Beschäftigten ein Arbeitszeitkonto, während 1999 der Anteil noch bei 35 % lag.
In größeren Betrieben werden häufiger Arbeitskonten angeboten als in kleineren: So boten 2011 ca. 80 % der Betriebe mit mehr als 250 Beschäftigten Arbeitszeitkonten an, während der Anteil in Betrieben insgesamt bei 34 % lag.